# Elecciones estatales de Querétaro de 2000
Las elecciones estatales de Querétaro de 2000 se llevó a cabo el domingo 2 de julio de 2000, simultáneamente con las elecciones presidenciales, y en ellas se renovarán los cargos de elección popular en el estado mexicano de Querétaro:
- 18 Ayuntamientos. Formados por un Presidente Municipal y regidores, electo para un período de tres años no reelegibles en ninguna manera consecutiva.
- 79 diputados al Congreso del Estado. Electos por mayoría de cada uno de los distritos electorales.

## Resultados electorales

### Ayuntamientos

#### Ayuntamiento de Querétaro
- Rolando García Ortiz (PAN)  Hecho

#### Ayuntamiento de San Juan del Río
- Atilano Inzunza Inzunza (PAN)  Hecho

#### Ayuntamiento de Pedro Escobedo
- Salvador Piña Perrusquía (PAN)  Hecho